# Суберин
Суберин — речовина коркової тканини в корі деяких рослин. 
Суберин і кутин (різновид воску) дуже стійкі до дії гідролізуючих агентів і мікроорганізмів. Ще більшою стійкістю стосовно дії кисню, бактерій, мінеральних кислот, розчинів лугів і до нагрівання (до температури близько 200 °C) володіють близькі до восків, кутину й суберину високомолекулярні речовини — споронін і полленін, які утворюють оболонки спор та пилку.